# 馮兆祺
馮兆祺（16世紀—17世紀），字壽朋，號景僕，江西瑞州府新昌縣人，明朝政治人物。

## 生平
馮兆祺是天啟元年（1621年）辛酉科江西鄉試舉人，授順德教諭，歷陞筠連知縣、鞏昌同知、鞏昌知府，然而錢海岳《南明史》則稱他任職筠連知縣至永曆年間。

## 引用
1. 1 2  道光《新昌縣志·卷十一·人物志》：舉人 明……天啟元年辛酉科……馮兆祺，字壽朋，號景僕，縣治人，廣東順德教諭，陞四川筠連知縣，歷陝西鞏昌同知，陞鞏昌知府。
2. ↑  錢海岳《南明史·卷六十四·列傳第四十》：（永曆）時先後四川疆吏：……馮兆祺，瑞州新昌人。天啟元年舉於鄉。筠連知縣，調陝西同知，未赴。